# Serofobia
La serofobia es el prejuicio, miedo, rechazo y discriminación hacia personas seropositivas. Las personas que viven con VIH pueden enfrentarse a desigualdad de trato tanto social como institucionalmente. A pesar de que aún el VIH sigue siendo un virus que no tiene cura, hoy en día el tratamiento permite a las personas seropositivas no solo tener una esperanza de vida igual a las personas no infectadas sin llegar nunca a desarrollar SIDA, sino que mantiene al virus indetectable y, por lo tanto, intransmisible.
La discriminación por VIH/SIDA existe en todo el mundo e incluye ostracismo, rechazo, discriminación y evitación del contacto con la persona infectada. Las consecuencias del estigma hacia las personas que viven con el VIH da lugar, por un lado, a una baja participación en el asesoramiento y las pruebas del VIH y la falta de interés en saber si se tiene el virus en personas que desconocen su estado serológico y, por otro, a aislamiento social, soledad, baja autoestima, crisis de identidad o depresión en aquellas personas diagnosticadas con VIH.
La serofobia lastra la lucha contra el VIH/SIDA y puede estar interseccionada con otra serie de prejuicios asociados a la pobreza, la homosexualidad, la bisexualidad, la transexualidad o a la promiscuidad. En algunos países la discriminación institucional incluye restricciones a la libertad de circulación, al derecho de propiedad, al acceso al trabajo, escuela, servicios sociales e incluso vivienda.